# Форма прийдешнього
«Форма прийдешнього» (англ. The Shape of Things to Come) — роман англійського письменника Герберта Веллса у жанрі історії майбутнього. Опублікований у вересні 1933 року. Книга описує, як Веллс уявляє майбутні події з 1933 до 2106 року. У ньому він розглядає життя «світової держави», яка вирішує проблеми людства.

## Сюжет
Роман подається як написаний зі слів Філіпа Рейвена, котрий побачив уві сні підручник з історії, виданий у 2106 році. Цей підручник, як його запам'ятав Рейвен, складався із таких розділів:
1. «Сьогодні і завтра: Світанок Епохи зневіри — історія світу до 1933» (англ. Today And Tomorrow: The Age of Frustration Dawns — The history of the world up to 1933).
2. «Прийдешні дні: Епоха зневіри — 1933—1960» (англ. The Days After Tomorrow: The Age of Frustration — 1933–1960).
3. «Світове Відродження: народження нового ладу — 1960—1978» (англ. The World Renaissance: The Birth of the Modern State — 1960–1978).
4. «Бойовий новий лад — 1978—2059» (англ. The Modern State Militant — 1978–2059).
5. «Новий лад в контролі життя — 2059 — до Нового року 2106» (англ. The Modern State in Control of Life — 2059 to New Year's Day 2106).

«Сьогодні і завтра: Світанок Епохи зневіри» — автор описує літочислення майбутнього, де вживається позначення «C.E.» як «Christian Era» (Християнська ера), і дві політичні системи, які претендували стати світовими на початку XX століття: німецьку і радянську. Аналізуються події Першої світової війни, версальський договір 1919 року, Велика депресія.
«Прийдешні дні: Епоха зневіри» — формуються диктатури і нацистські режими. У січні 1940 року з конфлікту Польщі з Німеччиною починається війна, в яку втягуються все нові і нові держави. Безрезультатна війна затягується на роки. Франція і Радянський Союз беруть мінімальну участь, а Велика Британія залишається нейтральною, тоді як Сполучені Штати безуспішно борються з Японією. Чехословаччина уникає німецької окупації, а її президент, Едвард Бенеш, виживає, щоб ініціювати остаточне припинення вогню. В 1950 році війна закінчується через повне виснаження країн-учасників. Світова економіка зазнає краху, майже всі уряди пали, а епідемія в 1956—1957 роках руйнує цивілізацію. Влада опиняється в тих держав, які зберегли комунікації, як радіо, телебачення: Великої Британії, Франції, Італії та ще кількох.
«Світове Відродження: народження нового ладу» — після конференцій у Басрі 1965 і 1978 років встановлюється доброзичлива диктатура, Світовий Уряд. Він контролює світ за допомогою повітряних транспортних систем. Вчені з усього світу, які працювали на військову машину своїх держав, використовують знання для мирного життя. Світ відмовляється від грошей, замість них вводиться «повітряний долар», який відображає дальність, швидкість і вагу в повітряних сполученнях. Для підтримання порядку застосовується газ пацифіцин, який на 36 годин усипляє людей без шкідливих для здоров'я наслідків.
«Бойовий новий лад» — до 2000 року майже все людство контролюється Світовим Урядом, виникає Світова Держава. Проте уряд викорінює будь-яку опозицію, вбиваючи тисячі людей. Світовий Уряд вирішує заволодіти досі варварськими регіонами, як Гаїті, західна і центральна Африка, американська Вірджинія. Через існування великої кількості вчень, доктрин і релігій, у 2017 році скликається Освітня Рада. Встановлюються єдині світові стандарти в науці, моді, архітектурі, з метою недопущення виникнення окремих диктатур. До 2040 року всі міста набувають єдиного мінімалістичного стилю, а різниця між культурами зникає. Вдається перемогти практично всі інфекційні хвороби.
«Новий лад в контролі життя» — Світовий уряд було розпущено через доведення шкоди повної покори йому. Людство стає єдиним і при цьому кожна людина може жити всією повнотою для збагачення загального досвіду. Завдяки досягненням науки став втілюватися план керованої еволюції людини. Людство змінює клімат з метою збільшення придатних для життя територій. У 2085 році населення світу сягає 2 млрд і збільшується ще на 500 млн до 2106-го. Люди живуть до 90 років активним життям, однак постає проблема межі пам'яті, яку зможе вміщати мозок при подальшому продовженні життя. Англійська стає загальносвітовою мовою, разом із тим збагачуючись. Хоч люди іще мають чимало проблем, через працю усіх них лежить шлях до досконалої людини майбутнього.